# Tramlijn 2 (Haaglanden)
Tramlijn 2  van HTM is een tramlijn in de regio Haaglanden, in de Nederlandse provincie Zuid-Holland.

## Route en dienstregeling
De lijn verbindt de wijk Kraayenstein in stadsdeel Loosduinen via de Oude Haagweg/Loosduinseweg, langs HMC Westeinde, Brouwersgracht, door de tramtunnel, via het NS-station Centraal, Ternoot, het NS-station Laan van Nieuw Oost Indië, Mgr. van Steelaan en Voorburg met HMC Antoniushove nabij Mall of the Netherlands in Leidschendam.
Tramlijn 2 rijdt overdag iedere 12 minuten, op zaterdag is dat zelfs 10 minuten. Op werkdagen tijdens de ochtend-/middagspits rijdt tramlijn 2 in beide richtingen iedere 12 minuten met extra ritten op het traject Den Haag Kraayenstein - Station Den Haag Centraal. Dit betekent dat er op dat traject iedere 6 minuten een tram rijdt. 's Avonds, zaterdag- en zondagochtend is de frequentie lager, met een minimum van eens per 15 minuten.

### Rolstoeltoegankelijk
Een aantal haltes van tramlijn 2 is om diverse redenen niet geschikt voor rolstoelen. Dit wordt omgeroepen in de voertuigen en aangeduid bij alle haltes in de abri. De haltes zijn:
- Loosduinse Hoofdstraat (niet aangepast, straatniveau)
- Laan van Eik en Duinen (richting Den Haag Kraayenstein, te veel ruimte tussen de tram en het perron)
- Oostinje
- Stuyvesantstraat (niet aangepast, straatniveau)

## Geschiedenis

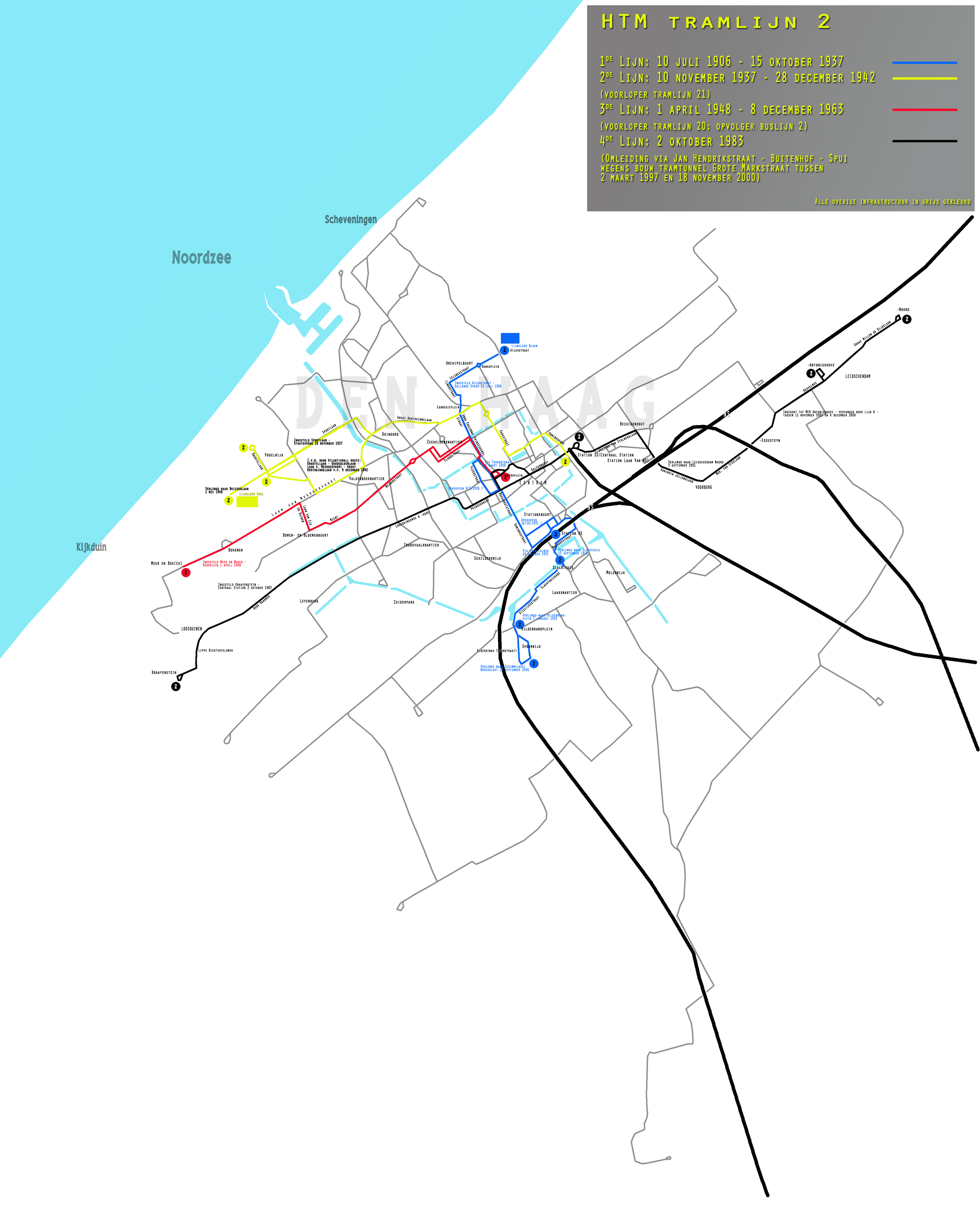
Overzichtskaart van de achtereenvolgende Haagse lijnen 2

### 1906-1937
- 10 juli 1906: Lijn 2 werd ingesteld op het traject Hollands Spoor - Prinsegracht - Atjehstraat/Kanaal. Het traject werd overgenomen van paardentramlijn B, de blauwe lijn, die op dezelfde dag werd opgeheven. In het ontwerp-tramplan 1904 werd deze lijn nog aangeduid met de letter B. Ook de elektrische tram 2 kreeg op de koersborden de lijnkleur blauw|blauw.[1]
- 15 september 1914: Het eindpunt Hollands Spoor werd verlegd naar de Slachthuisstraat.
- december 1916: wegens de vele brug openingen werd de lijn ingekort tot Leeghwaterplein.
- 7 januari 1922: Het eindpunt werd verlegd naar het Hildebrandplein via de Stieltjesstraat, maar de lijn werd in twee delen geëxploiteerd; Hildebrandplein-Slachthuiskade en Leeghwaterplein -Kanaal, omdat de nieuwe slachthuisbrug nog niet gereed was[2];
- 1 november 1922: de brug is klaar en de trams gaan door rijden.
- 15 september 1926: Het eindpunt Hildebrandplein werd verlegd naar de Schimmelweg/Broeksloot. Een plan voor verlenging van Atjehstraat naar Pompstationsweg en Doornikschestraat werd niet uitgevoerd.[3]
- 15 oktober 1937: Lijn 2 werd opgeheven. Het traject werd overgenomen door de buslijnen K die op deze dag werd ingesteld en T die een gewijzigd traject ging berijden. In de Atjehstraat, Timorstraat, en op de Schimmelweg verdwenen de rails pas in 1947. De sporen in de Laakhaven zouden later nog voor lijn 4 gaan dienen.[4]

### 1937-1942
- 10 november 1937: De tweede lijn 2 werd ingesteld op het traject Sportlaan/Segbroeklaan – Staatsspoor. Dit was het nieuwe lijnnummer van lijn 21. De lijnkleur van lijn 21 en opvolger lijn 2 was geel|geel.[1]
- 1 mei 1940: Het eindpunt Sportlaan/Segbroeklaan werd verlegd naar de Sportlaan/Buizerdlaan.
- 9 december 1942: Het traject over de Sportlaan verviel. Lijn 2 werd geleid over de Laan van Meerdervoort, Goudenregenstraat, Goudenregenplein, Goudsbloemlaan naar het eindpunt Kwartellaan/Laan van Poot. Het traject Goudenregenplein – Kwartellaan werd overgenomen van lijn 3, waarvan de route op dezelfde dag werd ingekort.
- 27 december 1942: Lijn 2 werd opgeheven in verband met de bouw van de Atlantikwall.
- Vanaf 1937 werd de eerste rit vanaf de Sportlaan om kosten te besparen door een bus gereden, die ook via tramlijn 1 reed. Daarom had deze bus lijnnummer 1/2. Deze busdienst was er al sinds 1932, toen het nog tramlijn 21 was. Toen als buslijn 1/21.[5][6]

### 1948-1963
- 1 januari 1948: De derde lijn 2 werd ingesteld op het traject Meer en Bos – Riviervischmarkt/Kerkplein. Dit was het nieuwe lijnnummer van lijn 20.
- 8 december 1963: Lijn 2 werd opgeheven en vervangen door de op dezelfde dag nieuw ingestelde buslijn 2.

### 1983-heden
- 2 oktober 1983: De vierde lijn 2 werd ingesteld op het traject Kraayenstein – Centraal Station. De route werd overgenomen van de op dezelfde dag opgeheven buslijnen 2 (een andere dan die van 8 december 1963), 19 en 26. De tramlijn volgt de route van de stoomtramlijn Den Haag - Loosduinen van de WSM, die hier reed van 1882 tot 1928 en waarvan de sporen in 1932 werden opgebroken.
- 1994-2004: In verband met de bouw van de Haagse tramtunnel werd de route van lijn 2 regelmatig tijdelijk aangepast.
- 3 september 2001: De route van lijn 2 werd uitgebreid met het traject Centraal Station – Leidschendam Noord, dat werd overgenomen van de ingekorte lijn 3 en de op dezelfde dag opgeheven lijn 7.
- 11 november 2001: Na protesten uit Leidschendam en Voorburg werden de eindpunten van lijn 2 en lijn 6 omgewisseld en ging lijn 2 tot Leidsenhage (Leidschendam) rijden.
- 16 oktober 2004: Lijn 2 ging door de tramtunnel in het centrum van Den Haag rijden.
- 6 december 2006: De eindpunten van lijn 2 en lijn 6 werden wederom omgewisseld en lijn 2 reed weer door naar Leidschendam Noord. Het eindpunt bij Leidsenhage/Antoniushove werd overgenomen door lijn 6.
- 3 juli 2010: Lijn 2 reed vanwege werkzaamheden tussen Station Laan van NOI en Burgemeester Kolfschotenlaan en werkzaamheden voor brede RandstadRailvoertuigen niet verder dan halte Station Laan van NOI. Tussen MCH Antoniushove en Leidschendam Noord reed pendelbus 2. Deze situatie duurde tot en met 21 november 2010.
- 26 april 2011: Lijn 2 reed niet tussen Thorbeckelaan en Kraayenstein. Dit vanwege werkzaamheden tussen Thorbeckelaan en Kraayenstein en werkzaamheden voor brede RandstadRailvoertuigen. Pendelbus 2 reed tussen Nieuwendamlaan en Kraayenstein. Deze situatie duurde tot en met 1 juli 2011.
- 2 juli 2011: Lijn 2 reed niet verder dan halte Leidsenhage. Lijn 2 reed daarna linksaf naar halte MCH Antoniushove. Tussen Leidsenhage en Leidschendam Noord reed pendelbus 6. Dit vanwege werkzaamheden tussen Kastelenring en Dillenburgsingel en werkzaamheden voor brede RandstadRailvoertuigen. Deze situatie duurde tot en met 21 augustus 2011.
- 9 januari 2012: Lijn 2 werd van zondag tot en met vrijdag na 22.15 uur wekelijks in drie stukken verdeeld. Het eerste stuk reed lijn 2 van Kraayenstein naar halte Brouwersgracht en dan een omleiding naar Centraal Station (Rijnstraat). Het tweede stuk reed pendelbus 73 van Brouwersgracht via Centraal Station en Stuyvesantstraat naar Laan van NOI. Het derde stuk reed tramlijn 2 van Stuyvesantstraat naar Leidschendam Noord. Dit vanwege werkzaamheden op het Centraal Station.
- 23 april 2012: Lijn 2 werd vanaf deze datum door materieel van RandstadRail (de Haagse RegioCitadis) gereden. Een aantal haltes was nog niet geschikt voor rolstoelgebruikers. Van zondag tot en met vrijdag na 16.00 uur werd de RegioCitadis geleidelijk weer vervangen door de Gelede Tram Lang.[7][8] Dit vanwege werkzaamheden op het Centraal Station.
- 5 januari 2013: De werkzaamheden aan het dak op het Centraal Station waren afgerond. De RegioCitadis reed ook in de avond na 20.00 uur.
- 18 maart 2013: Lijn 2 reed tot en met 7 april 2013 met de GTL-trams in plaats van de RegioCitadis. Dit was noodzakelijk vanwege het gewicht op de betonblokken dat ondersteunde bij de opengebroken tramsporen in Leidsenhage. Ook van 9 tot en met 12 mei 2013 en van 5 tot en met 12 juli 2013 reed lijn 2 met de GTL-trams. Dit was noodzakelijk door werkzaamheden op het Centraal Station en in de tramtunnel, waardoor lijn 2 werd geknipt of werd omgeleid.
- 13 juli 2013: Lijn 2 werd het eindpunt Leidschendam Noord omgeruild voor MCH Antoniushove (het oude eindpunt van voor 2006) in Leidsenhage van lijn 6. Verder reed lijn 2 over een tailtrack in plaats van een keerlus bij de eindhalte MCH Antoniushove.
- 2 november 2015: Vanaf deze datum werden de RegioCitadis-trams op lijn 2 geleidelijk vervangen door de nieuwe Avenio-trams. Lijn 2 is de eerste tramlijn die met de nieuwe stadstram rijdt.[9]
- 18 januari 2016: Lijn 2 werd volledig geëxploiteerd met de Avenio-trams. De RegioCitadis rijdt op deze lijn alleen nog tijdens de eerste en de laatste ritten; het gaat dan om materieel dat via de route van lijn 2 uit- en inrukt van/naar lijn 19.
- 3 april 2017: Lijn 2 werd voor een bepaalde tijd gemengd geëxploiteerd met de Avenio-trams en de RegioCitadis-trams. Dit vanwege een tekort aan de Avenio-trams. Later reed lijn 2 nog incidenteel met de RegioCitadis-trams.
- 19 september 2018: Wegens een tekort aan materieel werden de kort-trajecten tijdens de spits deels uitgevoerd met GTL-trams. Er reden doordeweeks soms dus maar liefst drie typen trams op lijn 2.
- 17 juli 2021: Wegens werkzaamheden bij het Centraal Station (Hoog) en bij de tramtunnel Grote Marktstraat werd tramlijn 2 in 2 delen gesplist. Lijn 2A reed van Den Haag Kraayenstein naar Den Haag Centraal (Rijnstraat) v.v., waarbij er vanaf de Brouwersgracht een lus door het Centrum werd gereden. Lijn 2B reed van Station Den Haag Laan van NOI (Laag) naar Leidschendam Noord via Voorburg v.v.. Lijn 2B was op Station Den Haag Laan van NOI gekoppeld met Lijn 6B, daardoor werd er tijdelijk met andere trams gereden, namelijk de GTL. Dit duurde tot 15 augustus 2021. Lijn 2 reed dan weer zijn normale route.
- 9 januari 2022: De halten Nieuwendamlaan, Fahrenheitstraat en Stuyvesantstraat waren eerst tijdelijk opgeheven. Daarnaast werd de haltenaam Leidsenhage gewijzigd naar Mall of The Netherlands. Op 6 januari 2025 wordt de halte Fahrenheitstraat weer in gebruik genomen. De andere halten worden dan definitief opgeheven.
- Na de zomerdienst van 2022 ging lijn 2K weer rijden, met RandstadRail-trams, waarmee de naam RandstadRail in de spitsuren ook (weer) tot Kraayenstein te zien is.[10]
- 8 juli 2023: Wegens werkzaamheden op de Lijnbaan reed lijn 2 tot 4 augustus 2023 om via lijn 11 en daarna lijn 6. Omdat lijn 6 daar niet is aangepast voor de Avenio-trams reden er gedurende deze periode GTL-trams op lijn 2. Door het ontbreken van een keerlus bij HMC Antoniushove werd er doorgereden naar Leidschendam Noord.
- 23 juli 2025: Wegens werkzaamheden op de Loosduinsekade reed lijn 2 tot 1 augustus 2025 om via lijn 6. Omdat op de Hobbemastraat alleen GTL's rijden, rijdt tram 2 tijdelijk met de GTL-trams. Door het ontbreken van een keerlus bij HMC Antoniushove werd er doorgereden naar Leidschendam Noord.

## Ombouw voor RandstadRail
In 2009 werd besloten een plan uit te voeren om op lijn 2 met ingang van 2012 met RegioCitadis trams (die ook worden gebruikt voor RandstadRail) te gaan rijden. Daartoe werd een veelheid aan aanpassingen aan de infrastructuur verricht, omdat dit type tram breder is dan het tot nu toe gebruikte tramtype GTL8. Tien halten tussen de Fahrenheitstraat en het eindpunt Kraayenstein werden aangepast, verlengd en verbreed en de bovenleidingsmasten werden daar waar nodig naar de zijkant verplaatst. De halten Loosduinse Hoofdstraat, Burgemeester Hovylaan en Stuyvesantstraat zijn niet omgebouwd vanwege de hoeveelheid ruimte. In Leidschendam-Voorburg werden de halten opgewaardeerd en sporen vervangen en beddingen verzwaard. Bij de halte Voorburg 't Loo is er een overloopspoor aangelegd, zodat de trams kunnen keren over een ander spoor, wanneer er een stremming is. Van de keerlussen in Kraayenstein en Leidschendam Noord, de keerdriehoek op de Thorbeckelaan, de tailtrack bij MCH Antoniushove, de bochten op De Werf bij Remise Zichtenburg en op De la Reyweg en Brouwersgracht zijn de rails en wissels vernieuwd en verbeterd. Tussen De la Reyweg en Oostinje was de situatie hetzelfde gebleven, omdat het hier al in 2006 voor RandstadRail geschikt is gemaakt. Op alle haltes zijn er zogenaamde wyberbordjes geplaatst. Dat zijn blauwe 'gekantelde' vierkante borden met een witte rand om het bord, naar voorbeeld van de spoorwegen. Deze bordjes zijn bedoeld om de bestuurder op deze plek te laten stoppen. Het plan omvatte tevens dat vrijkomende GTL’s van lijn 2 per 12 december 2011 op lijn 9 ingezet zouden worden. Tijdens de nieuwe dienstregeling voor 2012, die op 12 december 2011 inging, werd dit echter niet direct geëffectueerd. Het gevolg was dat met GTL’s de dienstregeling voor de nieuwe trams werd gereden, waardoor de frequentie ontoereikend was voor het aantal passagiers. Op 23 april 2012 werd echter het RandstadRail-materieel ingezet.

## Trivia
- Als de geschiedenis anders gelopen was, dan had op het huidige traject van lijn 2 in ongeveer 1930 al een HTM-tram gereden. Want er waren tussen 1917 en 1927 plannen om de WSM-stoomtram te electrificeren. Uiteindelijk werd in 1932 de stoomtram tussen Den Haag en Loosduinen vervangen door een WSM-buslijn. Een elektrische tram zou hier pas 51 jaar later komen.[11]
- Een uitzonderlijk bizarre situatie deed zich voor bij de 1e tramlijn 2 in 1923; wegens rioleringsvernieuwing werd een ingewikkelde omleiding gevolgd via (zeer) krappe straten: via lijn 1 over Stationsweg tot op de Gedempte Gracht, daar keren, en daarna Gedempte Burgwal, Herderstraat, Herderinnestraat, Lange Beestenmarkt, Prinsegracht. Op de terugweg: Prinsegracht, Lange Beestenmarkt, Hoogezand (keren), Herderinnestraat. Ironisch genoeg had een wethouder eerder gezegd dat rijden via de Herderinnestraat technisch onmogelijk was.[12]

## Foto's van de vierde lijn 2

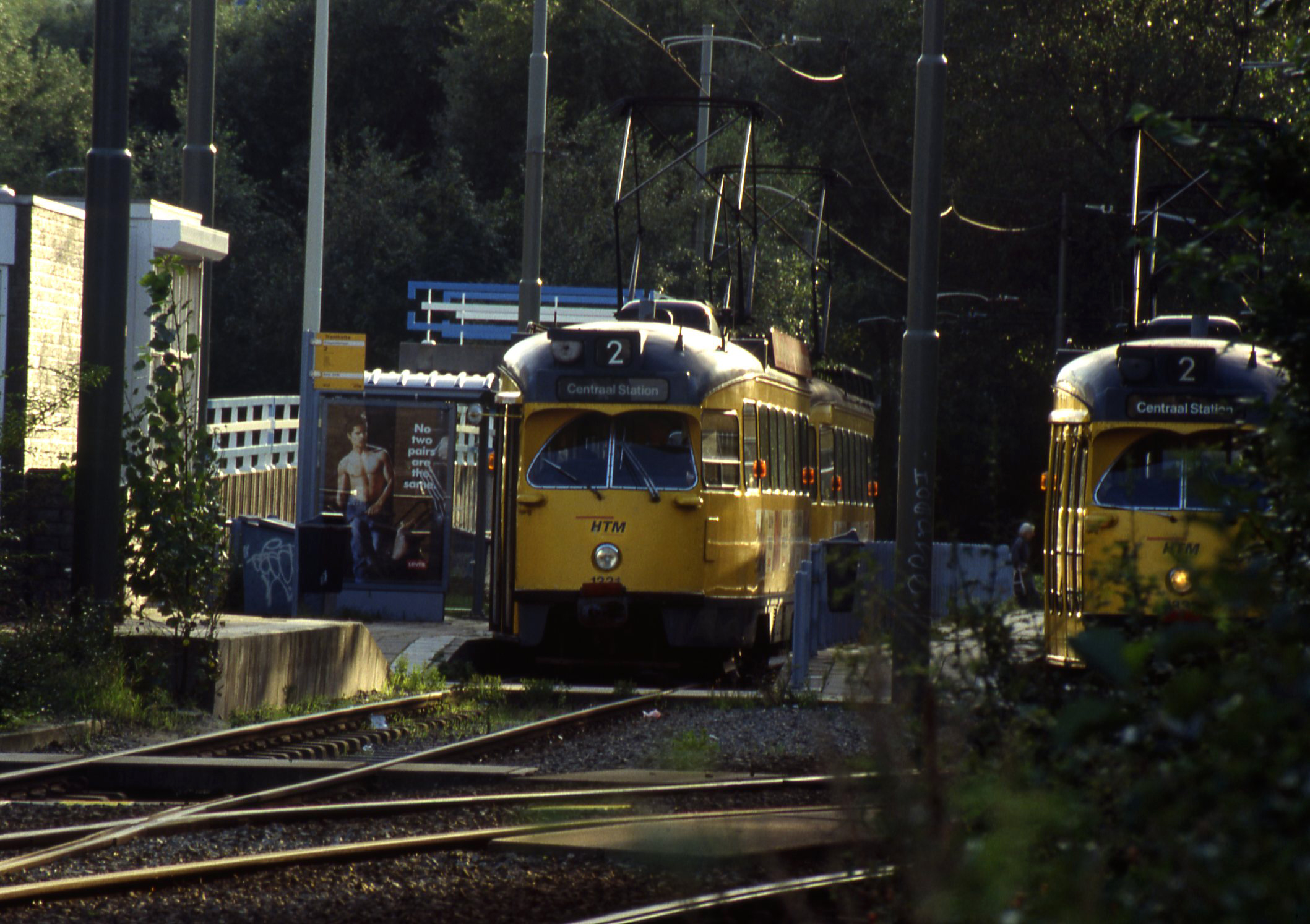
Koppelstellen op het eindpunt Kraayenstein van lijn 2 in 1992
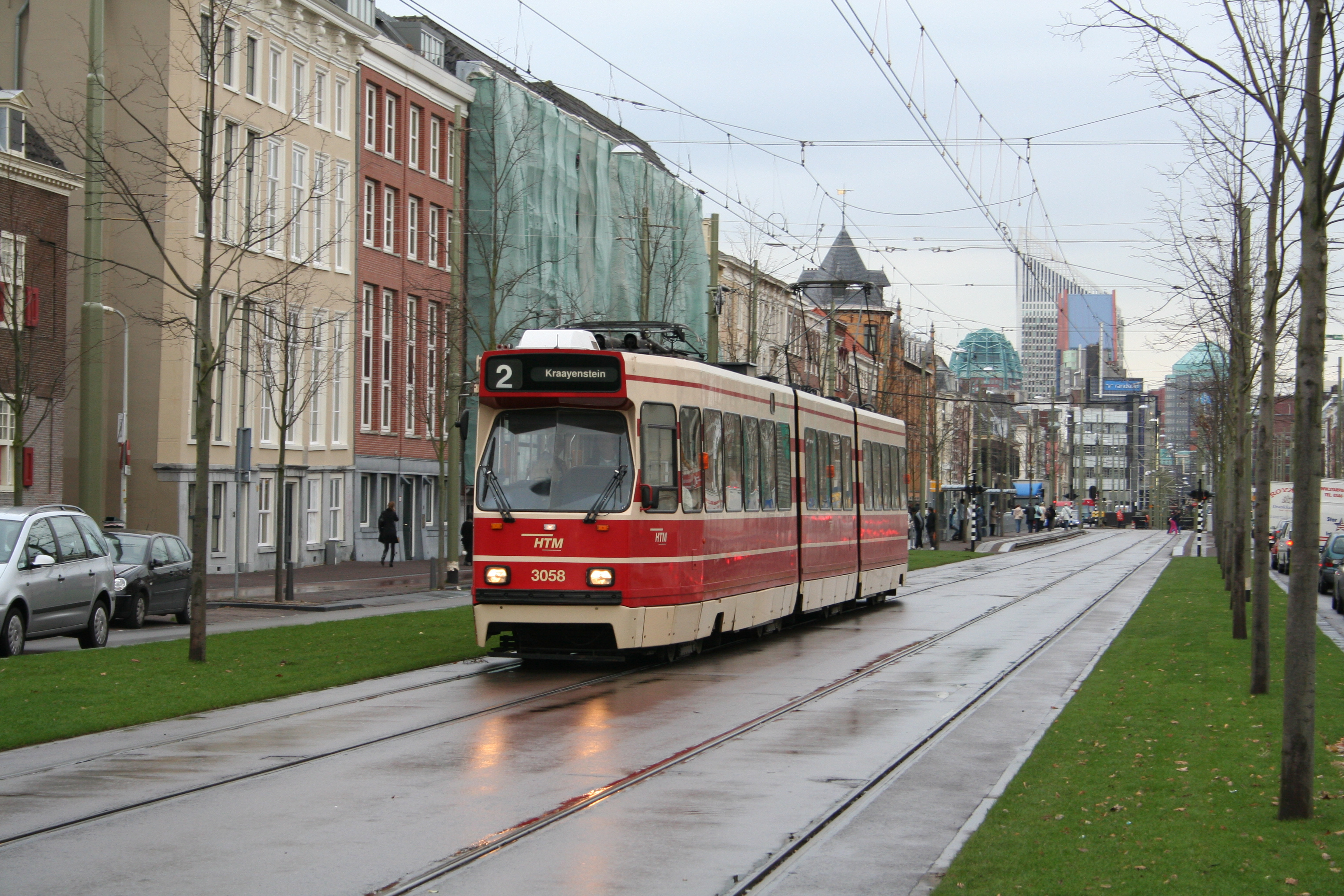
Een GTL-tram op de Prinsegracht in Den Haag, november 2006.
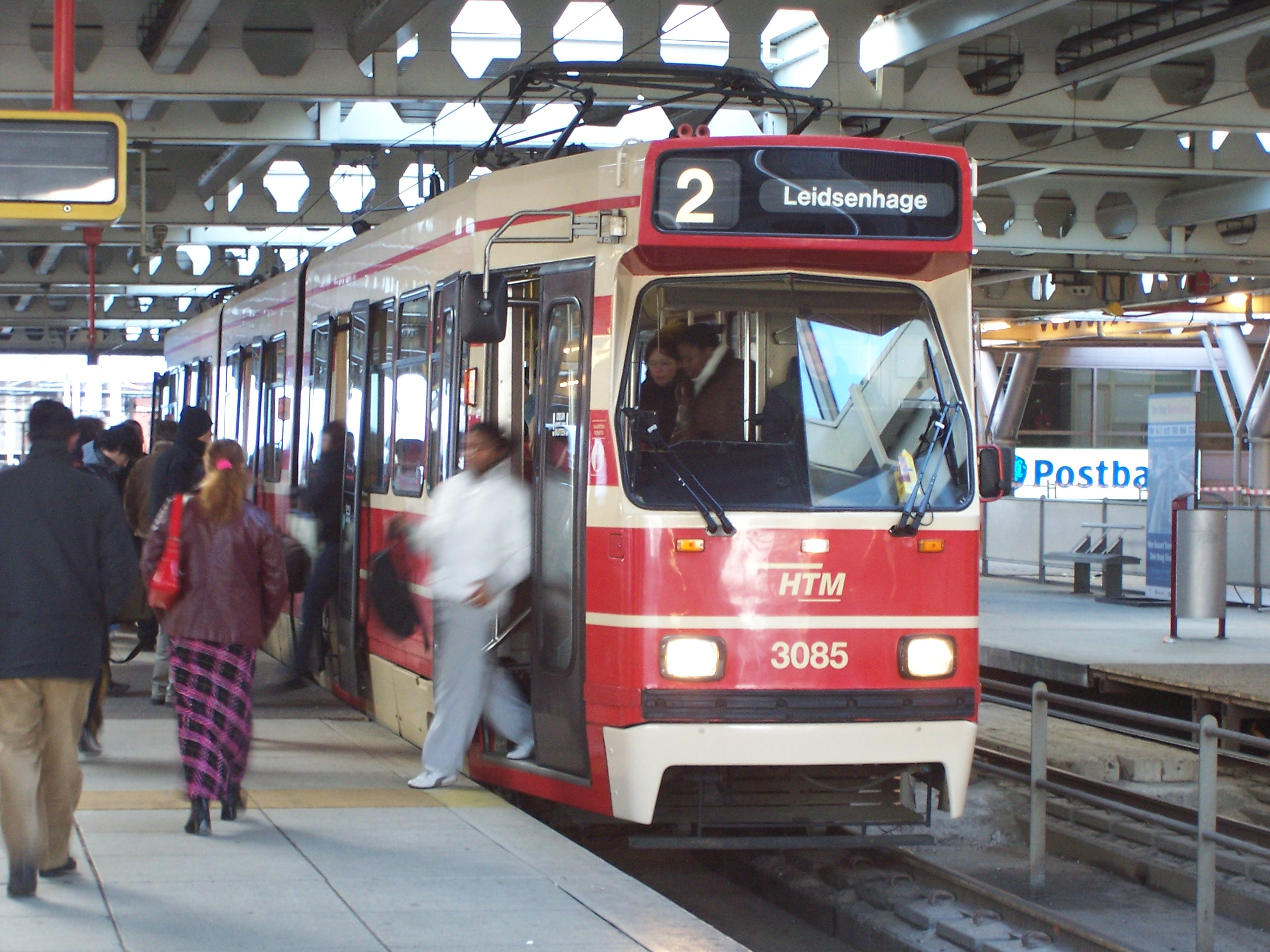
Lijn 2 op het tramplatform te Station Den Haag Centraal.
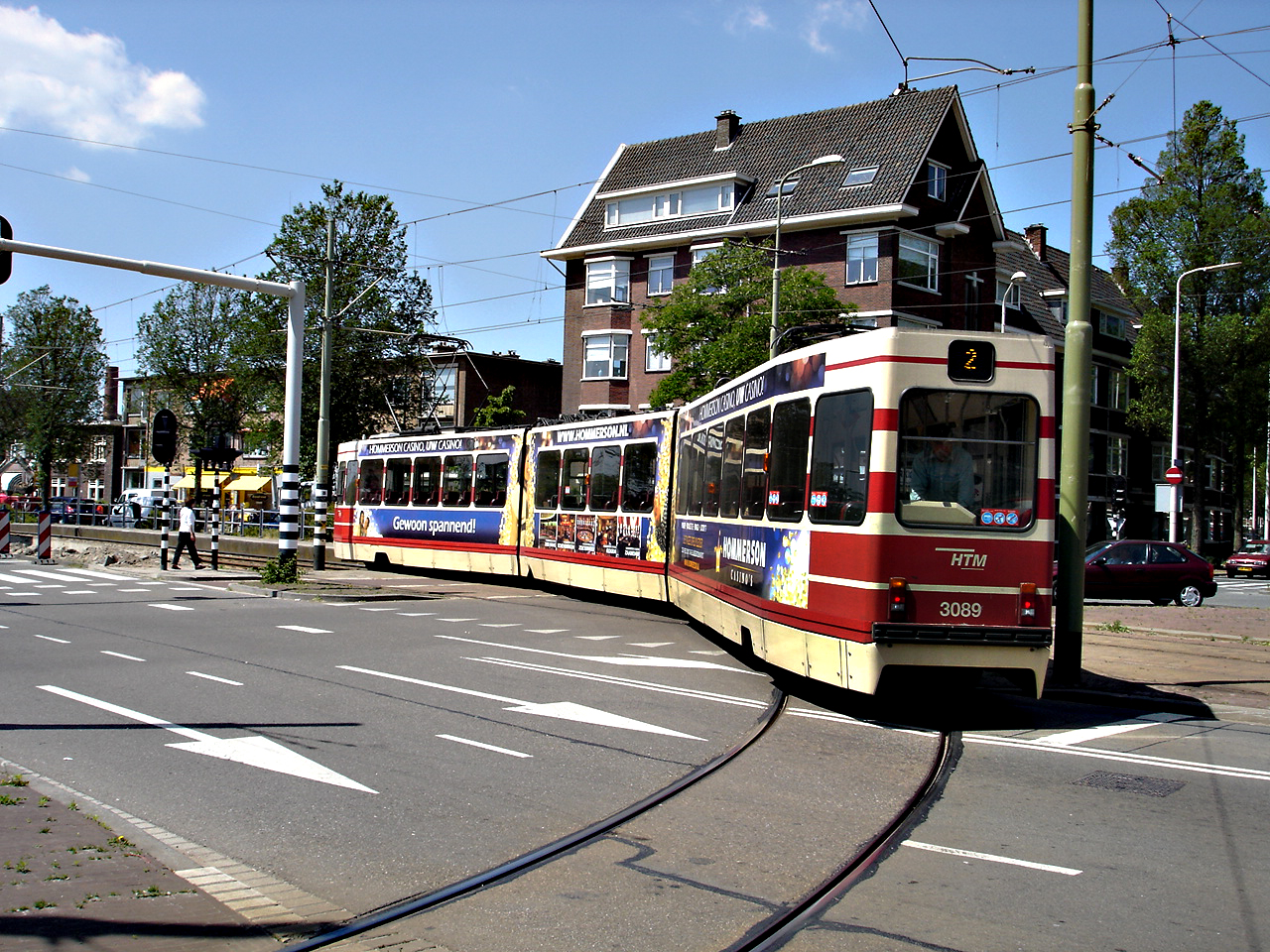
Zogenaamd 'driehoeken' van een GTL8 op lijn 2 wegens inkorting tot Volendamlaan, mei 2011.
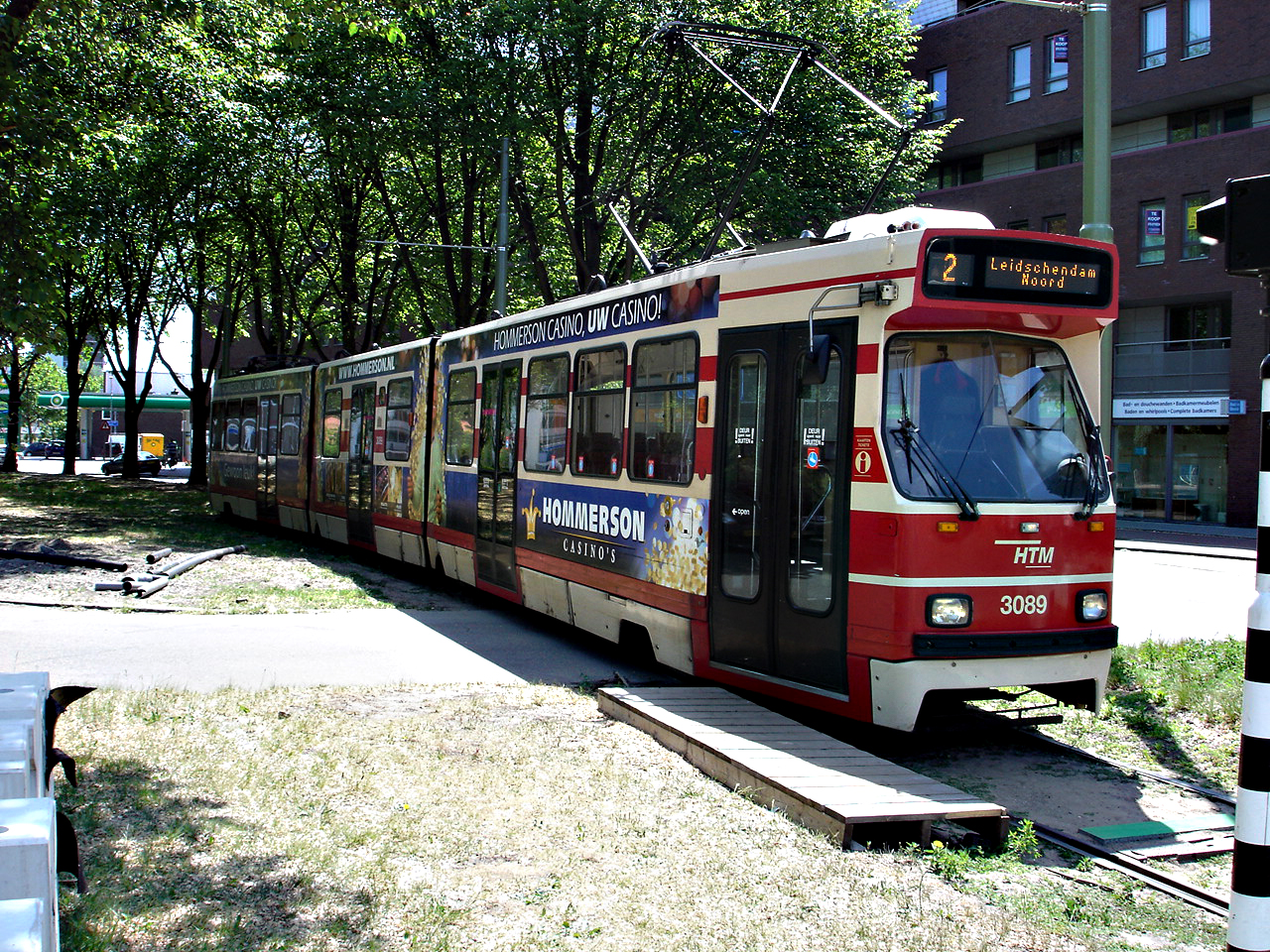
Lijn 2 werd verbouwd naar RandstadRail-maatstaven en reed in mei 2011 tot een tijdelijk eindpunt Volendamlaan.
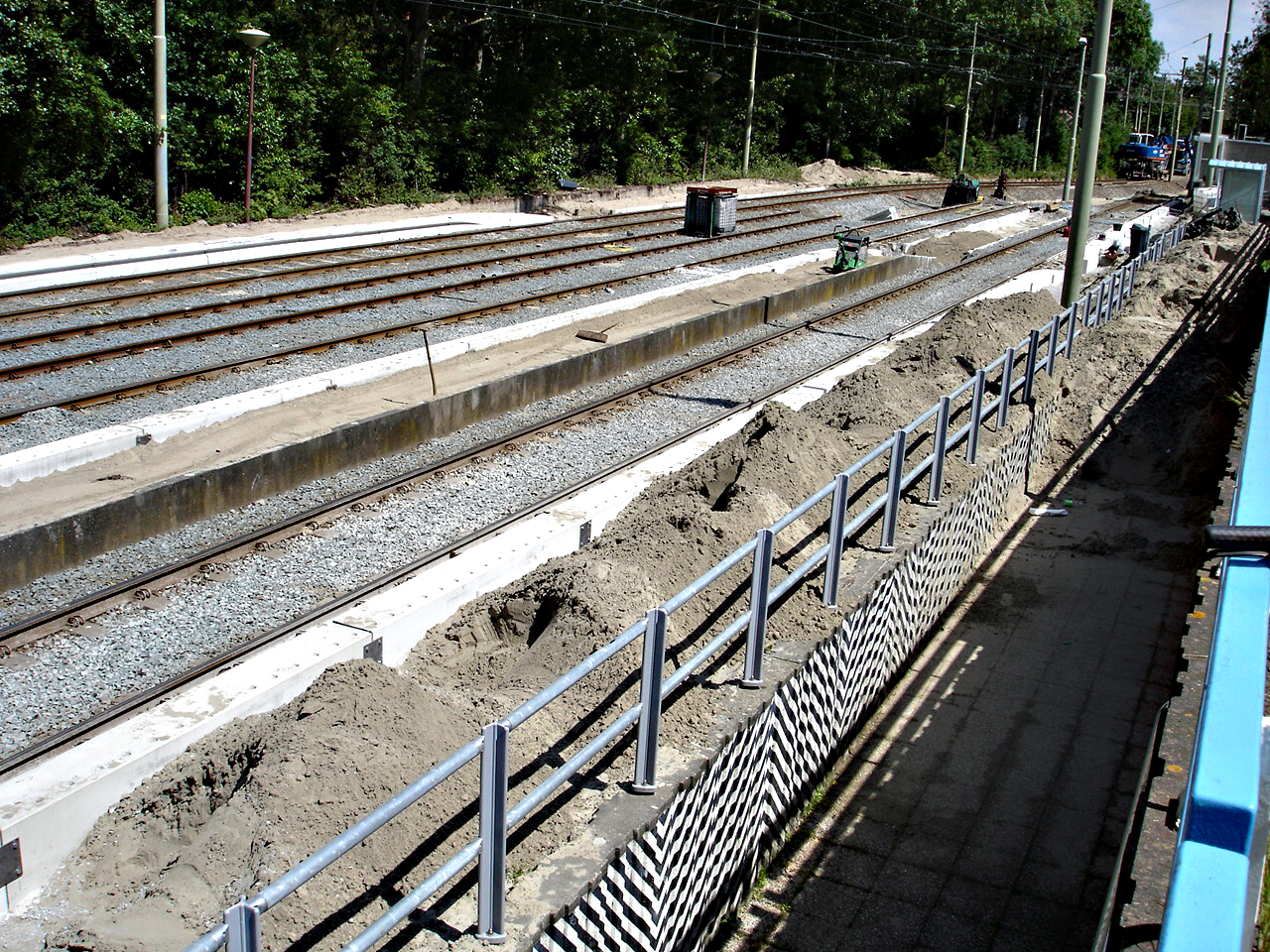
Eindpunt Kraayenstein werd in juni 2011 intensief verbouwd om bredere trams te kunnen laten keren.
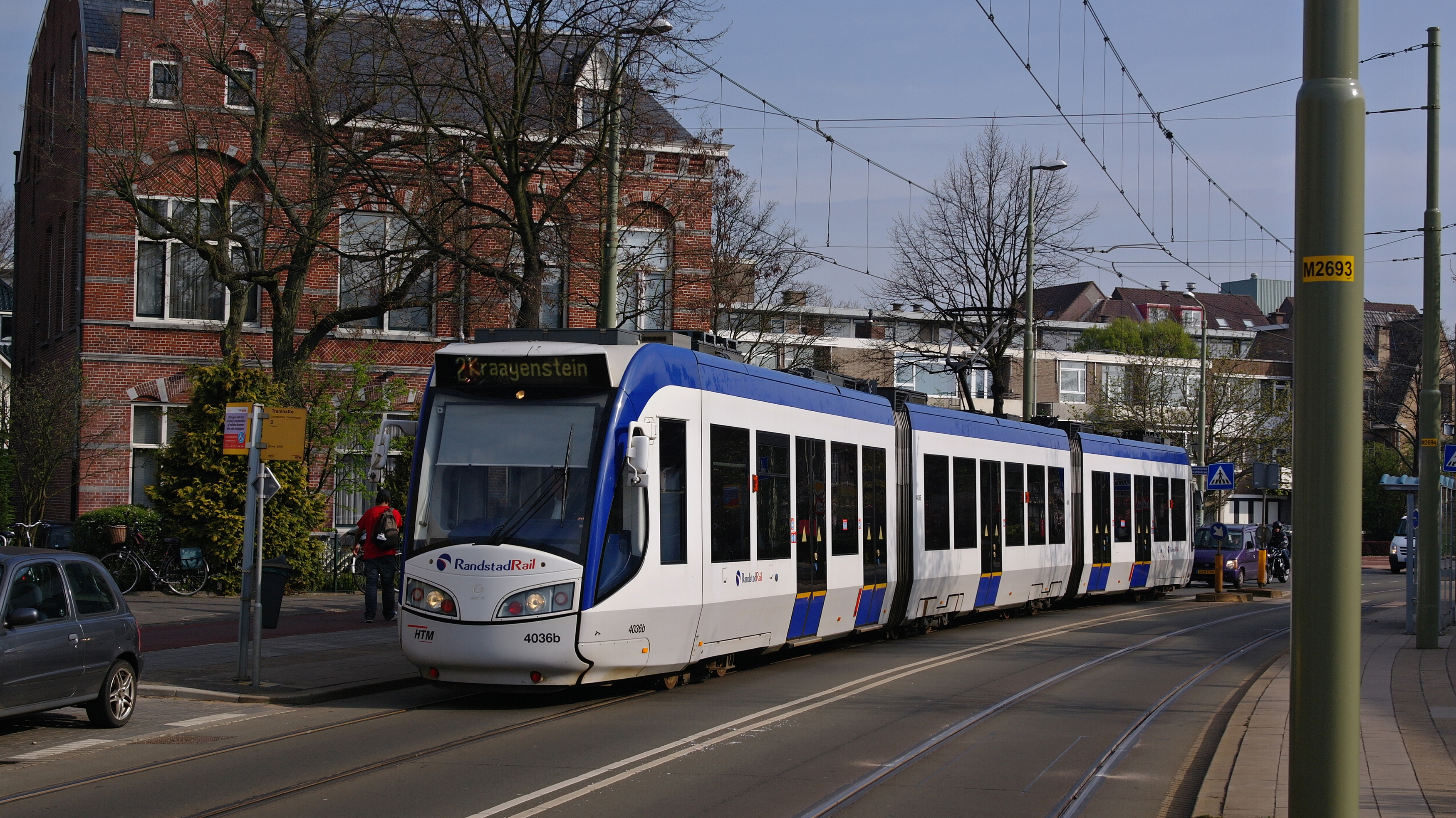
Op 23 april 2012 werd het RandstadRail materieel op lijn 2 ingezet. Halte Loosduinse Hoofdstraat, Lippe Biesterfeldweg, Loosduinen, Den Haag.
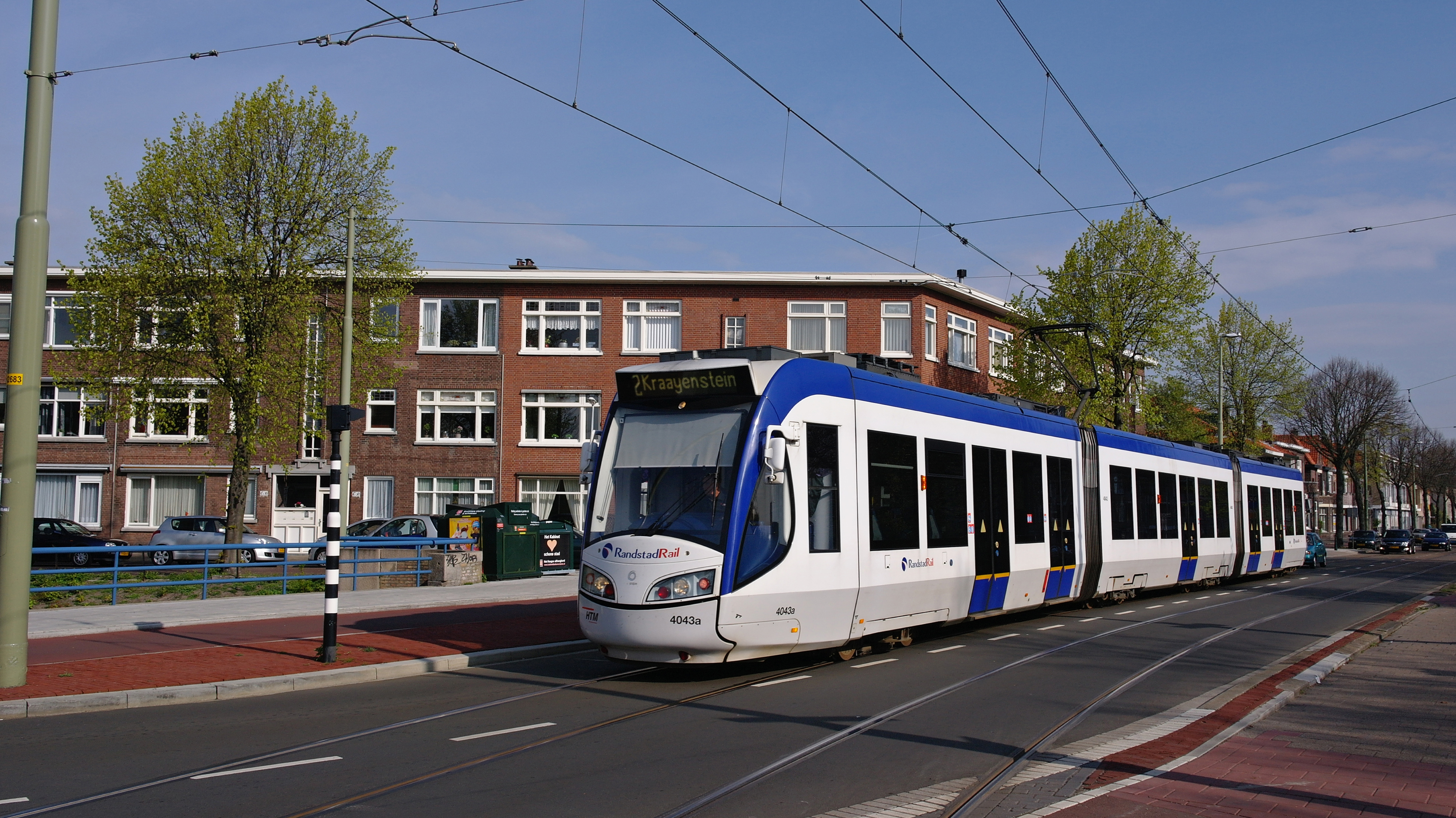
RegioCitadis 4043 nadert de halte Kapelaan Meereboerweg, Loosduinen, Den Haag. 25 april 2012.
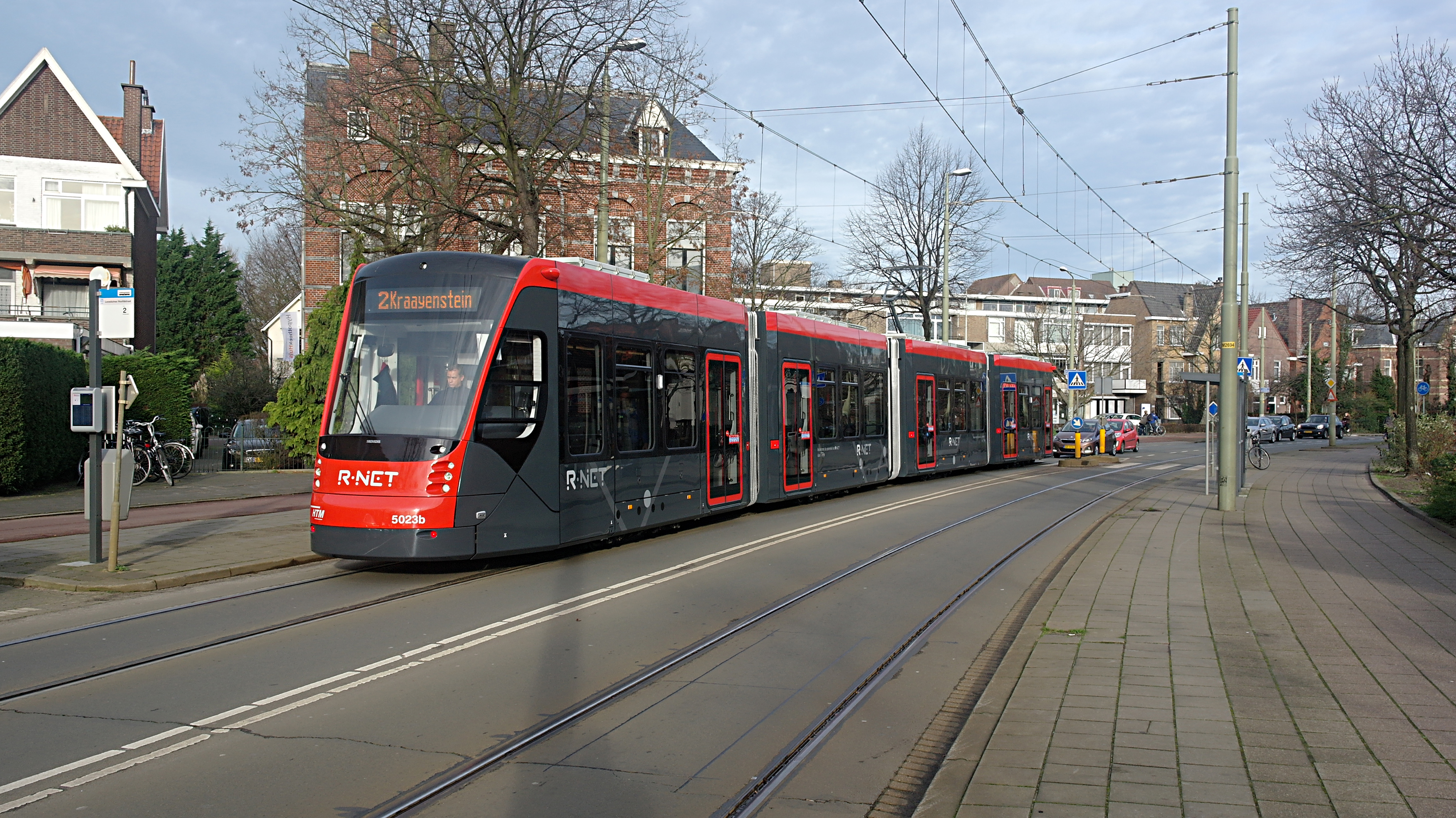
Avenio 5023 op de Lippe Biesterfeldweg (Loosduinen) op lijn 2, 30 december 2015.